# Clinodiplosis vitidis
Clinodiplosis vitidis är en tvåvingeart som beskrevs av Fedotova 2004. Clinodiplosis vitidis ingår i släktet Clinodiplosis och familjen gallmyggor. Inga underarter finns listade i Catalogue of Life.